# Rob Hutting
Rob Hutting (Nijmegen, 13 augustus 1955) is een Nederlands voormalig voetballer die als centrale middenvelder speelde. Aansluitend werd hij trainer.

## Carrière
Hutting begon bij N.E.C. maar brak door bij Fortuna Sittard. Hij speelde ook in België waar hij in 1985 in onmin kwam met Beringen FC. Hierdoor ging hij bij KVC Oranje trainen en coachte ook dat team. Hij speelde ook zaalvoetbal bij SCH Consten en SCC in Kerkrade. Later trainde hij ook in Duitsland en in april 2006 werd hij aangesteld als coach van Fortuna Sittard. Echter nog voor aanvang van het seizoen zag die club daar alweer vanaf. Hutting haalde een MBA aan de Katholieke Universiteit Leuven en is werkzaam als manager en consultant.